# 拟缺香茶菜
拟缺香茶菜（学名：Isodon excisoides），为唇形科香茶菜属下的一个种。也称野紫苏。